# Pueblo bwile
El pueblo bwile (también llamado bwilile o aanza) es de origen bantú. Se concentran en la zona nororiental de Zambia en la margen noreste del lago Moero, en la provincia de Luapula. También ocupan tierras contiguas de la provincia de Alto Katanga en la República Democrática del Congo. Hablan el idioma bwile (problabe lengua sabi) y se estima su población en 124.000 personas distribuidas entre la República Democrática del Congo (22.000) y Zambia (103.000).
Se relaciona su origen con el pueblo tabwa. Junto a ellos formaban parte de una amalgama de etnias que realizaron un movimiento poblacional entre los siglos XI y XIV desde el norte siguiendo el curso del río Luvua y se fueron estableciendo en el entorno del lago Moero. También se cruzaron con una rama del pueblo bemba (bantú) que se desplazaba por la región en el siglo XVII. De este encuentro surgió un reino común que estuvo liderado por el jefe bemba Nkuba que consiguió a través de varias dinastías nkuba sostenerse hasta el siglo XVIII. De las personas nacidas en los matrimonios entre bemba y bwile se originó una nueva comunidad que habita la región, el pueblo shila.
La independencia del reino bemba-bwile se vio interrupida en 1740 por la invasión del pueblo kazembe perteneciente a la etnia lunda. El dominio kazembe mantuvo a los bwile bajo su imperio hasta entrado el siglo XIX.

## Economía
La zona del lago Moero era rica en pesca y salinas. También era zona de tráfico del comercio del marfil hacia la costa. Actividad que se amplió al tráfico de esclavos durante el siglo XIX. En ese contexto los bwile compartieron estas actividades con otros pueblos asentados en la región. Desarrollaron para su subsistencia la agricultura y la ganadería.

## Religión
Las comunidades bwile participan mayoritariamente en las confesiones cristianas (96 % aproximadamente), aunque mantienen elementos de su religión ancestral.